# エリフ・シャヒン
エリフ・シャヒン（Elif Şahin、2001年1月19日 - ）は、トルコの女子バレーボール選手。トルコ代表。

## 来歴

### クラブチーム
アンカラ出身。2017年、Karayolları Spor Kulübüへ入団し、プロとしてのキャリアをスタートさせる。同チームに3年間、在籍した。2020年、強豪のエジザージュバシュへ移籍。2020/21シーズンのトルコリーグで4位、欧州チャンピオンズリーグでベスト8となった。2021/22シーズンのトルコリーグでは3位となった。

### 代表チーム
2017年、アンダーカテゴリーの代表としてU-18世界選手権に出場し4位となった。2019年、シニアのトルコ代表に初選出され同年のGloria Cupにてデビューした。2022年、3年ぶりに代表選出されると同年のネーションズリーグで4位、世界選手権では8位となった。

## 人物
- 同じくバレーボール選手のサリハ・シャヒンは実姉である。

## 球歴
- オリンピック - 2024年
- 世界選手権 - 2022年
- オリンピック予選 - 2023年
- ネーションズリーグ - 2022年、2023年、2024年
- 欧州選手権 - 2023年

## 所属クラブ
- Karayolları Spor Kulübü（2017-2020年）
- エジザージュバシュ（2020-）